# Bridgeport (Texas)
Bridgeport ist eine Stadt im Wise County im Bundesstaat Texas der Vereinigten Staaten. Das U.S. Census Bureau hat bei der Volkszählung 2020 eine Einwohnerzahl von 5.923 ermittelt.

## Geographie
Die Stadt liegt am U.S. Highway 114, 13 Kilometer westlich von Decatur, im Westen des Wise County, an einem Seitenarm des Trinity Rivers. Sie hat eine Gesamtfläche von 9,7 km², davon 0,1 km² Wasserfläche.

## Geschichte
Entstanden ist die Ansiedlung im Februar 1860, als ein Teil der Kolonisten unter der Führung von William H. Hunt, dem späteren 29. US-Marineminister, eine Holzbrücke über den Trinity River bauten und sich hier niederließen. Die Brücke wurde Teil der Butterfield Overland Mail Route. Während des Amerikanischen Bürgerkriegs wurde sie zerstört und erst 1873 durch eine Eisenkonstruktion ersetzt. Im gleichen Jahr öffnete auch das erste Postbüro.

1893 verlegte die Rock Island Railroad Company ihre Schienen etwa 3 km östlich und die nächsten Gebäude wurden in dieser Richtung gebaut, sodass im Laufe der Zeit sich die Lage der Ansiedlung 1–2 km weiter östlich verlagerte. 1913 wurde sie als Stadt aufgenommen und 1920 hatte sie 1872 Einwohner. 1931 wurde der nahe gelegene See Lake Bridgeport als Naherholungsgebiet ausgewiesen und als neuer Wirtschaftszweig kam somit, nach dem Ende des 40 Jahre lang betriebenen Kohlebergbaus, der Tourismus hinzu. Ab den 20er bis Mitte der 50er Jahre blieb die Einwohnerzahl konstant bei rund 2000 Einwohnern. 1986 hatte die Stadt 3737 Einwohner, 153 gewerbliche Betriebe und war die zweitgrößte Stadt im County.

## Demografische Daten
Nach der Volkszählung im Jahr 2000 lebten hier 4309 Menschen in 1383 Haushalten und 1023 Familien. Die Bevölkerungsdichte betrug 448,4 Einwohner pro km². Ethnisch betrachtet setzte sich die Bevölkerung zusammen aus 79,95 % weißer Bevölkerung, 2,65 % Afroamerikanern, 0,44 % amerikanischen Ureinwohnern, 0,12 % Asiaten, 0,05 % Bewohnern aus dem pazifischen Inselraum und 14,67 % aus anderen ethnischen Gruppen. Etwa 2,14 % waren gemischter Abstammung und 28,20 % der Bevölkerung waren spanischer oder lateinamerikanischer Abstammung.
Von den 1383 Haushalten hatten 42,4 % Kinder unter 18 Jahre, die im Haushalt lebten. 58,1 % davon waren verheiratete, zusammenlebende Paare. 11,2 % waren allein erziehende Mütter und 26,0 % waren keine Familien. 23,6 % aller Haushalte waren Singlehaushalte und in 11,6 % lebten Menschen, die 65 Jahre oder älter waren. Die Durchschnittshaushaltsgröße betrug 2,86 und die durchschnittliche Größe einer Familie belief sich auf 3,40 Personen.
30,0 % der Bevölkerung waren unter 18 Jahre alt, 8,7 % von 18 bis 24, 30,9 % von 25 bis 44, 16,9 % von 45 bis 64, und 13,4 % die 65 Jahre oder älter waren. Das Durchschnittsalter war 32 Jahre. Auf 100 weibliche Personen aller Altersgruppen kamen 85,5 männliche Personen. Auf 100 Frauen im Alter von 18 Jahren und darüber kamen 78,5 Männer.
Das jährliche Durchschnittseinkommen eines Haushalts betrug 31.016 US-Dollar (USD), das Durchschnittseinkommen einer Familie 36.742 USD. Männer hatten ein Durchschnittseinkommen von 31.044 USD gegenüber den Frauen mit 22.204 USD. Das Prokopfeinkommen betrug 13.335 USD. 16,6 % der Bevölkerung und 12,8 % der Familien lebten unterhalb der Armutsgrenze. Davon waren 22,2 % Kinder und Jugendliche unter 18 Jahren und 8,7 % waren 65 oder älter.